# دآندره یدلین
دآندره یدلین (انگلیسی: DeAndre Yedlin؛ زادهٔ ۹ ژوئیهٔ ۱۹۹۳) یک بازیکن فوتبال اهل ایالات متحده آمریکا است.
وی همچنین در تیم ملی فوتبال ایالات متحده آمریکا بازی کرده‌است.